# نيفالدو (لاعب كرة قدم)
نيفالدو (بالبرتغالية: José Nivaldo Martins Constante‏) هو لاعب كرة قدم برازيلي في مركز حراسة المرمى، ولد في 14 مارس 1974 في توريس ‏ في البرازيل. لعب مع نادي شابيكوينسي.

## وصلات خارجية
- نيفالدو (لاعب كرة قدم) على موقع قاعدة بيانات كرة القدم.إي يو (الإنجليزية)
- نيفالدو (لاعب كرة قدم) على موقع Soccerway.com (الإنجليزية)